# Saum (Textil)

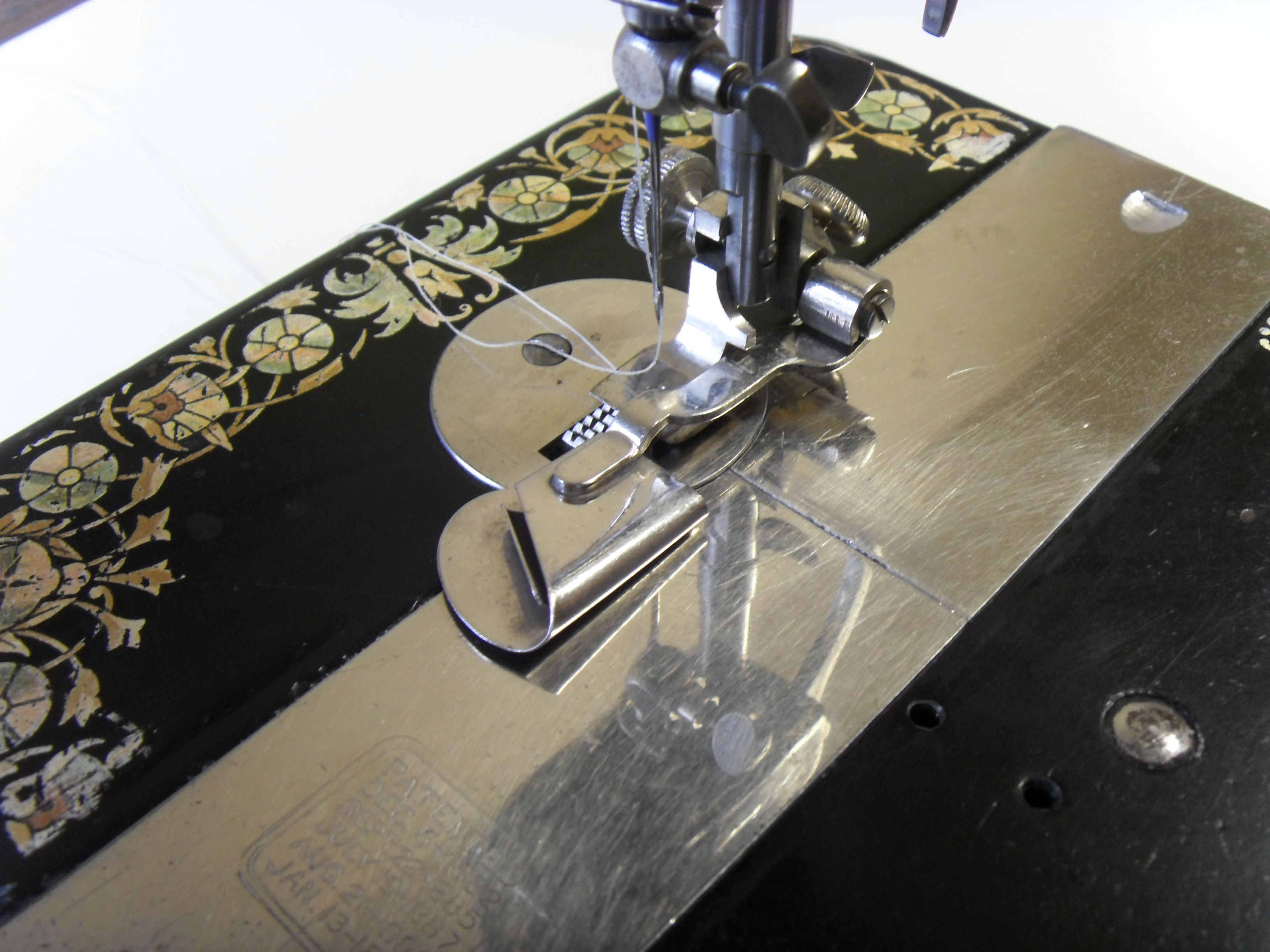
Saumfuß einer Nähmaschine

Der Saum (englisch hem) ist bei Textilien die Bezeichnung für die bearbeitete, zumeist untere Kante vor allem an Kleidungsstücken („Ärmelsaum“, „Hosensaum“), an Heimtextilien wie Gardinen und Tischdecken. Der Saum soll das Ausfransen der Schnittkanten verhindern, geht aber auch häufig mit einer Verzierung als Schmuck- und Designelement einher. Er wird maschinell oder von Hand mit Saumstichen befestigt. Außer umgeschlagenen sind eingefasste sowie falsche Säume üblich.

## Saumverarbeitung
Es gibt viele verschiedene Möglichkeiten, einen Saum zu verarbeiten. Die Art der Verarbeitung hängt dabei von verschiedenen Faktoren ab:
- dem zu verarbeitenden Stoff (z. B. dünner Baumwollbatist oder schwerer Samt)
- der Art der Textilie (z. B. Gardine, Anzughose, Abendkleid)
- der Schnittführung des Kleidungsstücks (eine gerundete Saumkante muss anders verarbeitet werden als eine gerade)
- dem Design.

Je nachdem, wie der Saum verarbeitet werden soll, muss beim Zuschnitt unterschiedlich viel Naht- beziehungsweise Saumzugabe zugegeben werden. Ein schmaler Rollsaum an einem Taschentuch erfordert lediglich eine Saumzugabe von 0,6 cm, ein typischer Rock- oder Hosensaum misst hingegen 4 bis 5 cm. Die Tiefe des Saums wirkt sich auf den Fall des fertigen Erzeugnisses aus.
Der Saumrand kann zusätzlich mit einer Einlage verstärkt werden. Historisch wurde diese Verstärkung auch als Beleg bezeichnet. Die Saumeinlage soll dafür sorgen, dass sich der Saum nicht ausdehnt oder verzieht (etwa bei Wollstoffen) und dem Stoff eine gewisse Schwere und Festigkeit verleihen (z. B. bei sehr leichten Stoffen), oder dafür sorgen, dass der so versteifte Rockrand weitfallend absteht (z. B. bei Braut- und Abendkleidern).

## Verschiedene Arten der Saumverarbeitung

### Offener Saum

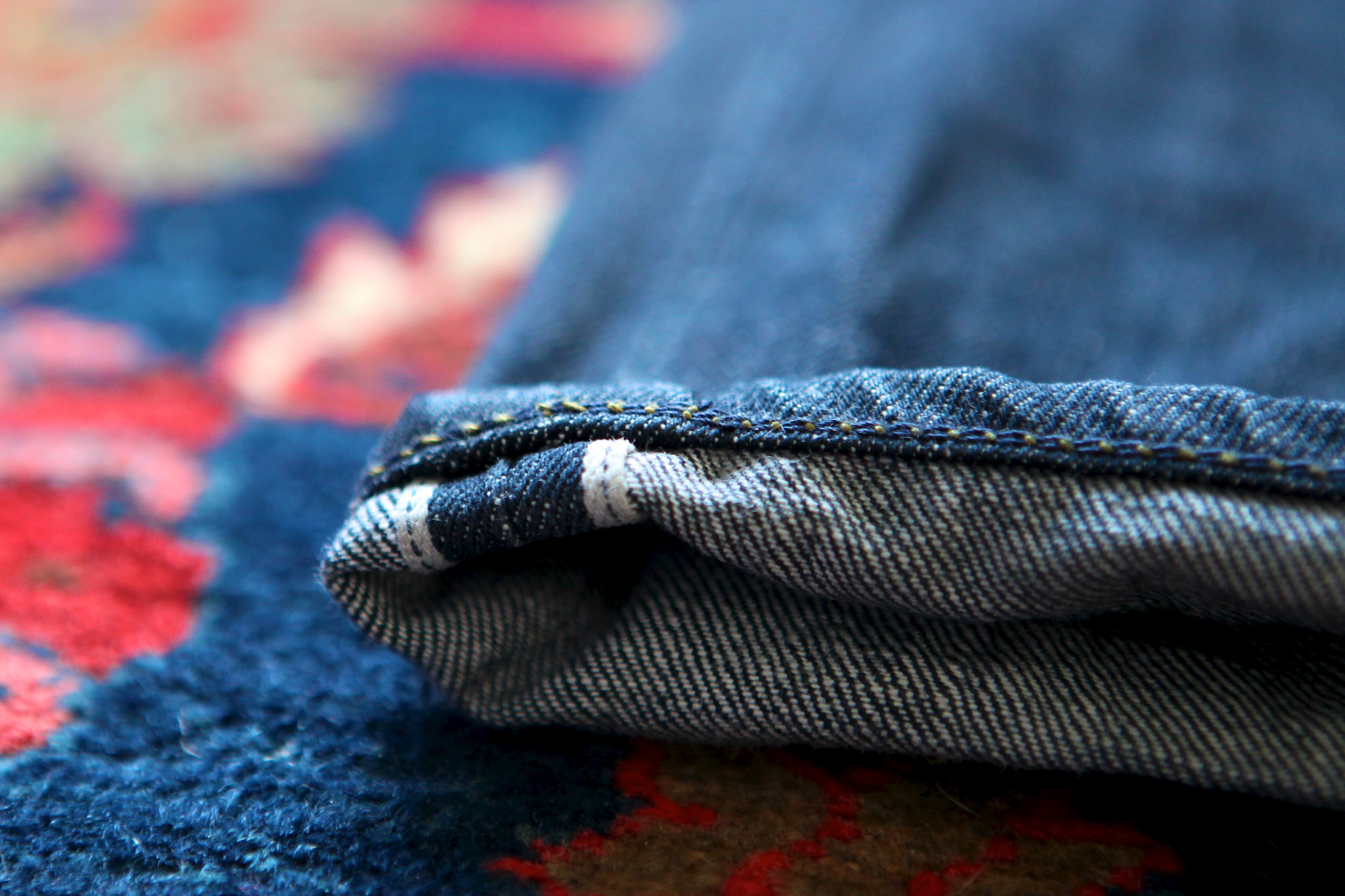
Typischer abgesteppter Saum an einer Jeans mit „Einschlag-Umschlag“. Hier ist der Saum von der linken Stoffseite zu sehen. Auf der rechten Stoffseite wird meist ein kontrastfarbiges Garn zum Absteppen verwendet.

Bestimmte Stoffarten, die aufgrund ihrer Flächenkonstruktion nicht zum Ausfransen neigen wie z. B. Interlock-Jersey, können am Saum einfach unversäubert „offenkantig“ belassen werden.

### Abgesteppter Saum
Es bestehen verschiedene Möglichkeiten, einen Saum abzusteppen. Dabei ist die Steppnaht von der rechten Stoffseite her sichtbar.
- Die Schnittkante wird versäubert, z. B. durch eine Overlocknaht, der Saum wird zur linken Stoffseite hin hochgeschlagen und abgesteppt.
- Die Schnittkante wird doppelt umgeschlagen und dann abgesteppt. Diese Saumverarbeitung findet sich heute bei sehr vielen Kleidungsstücken, zum Beispiel bei Jeans.
- Bei Jersey wird die Saumkante nach links eingeschlagen, dann wird der Saum von der rechten Seite mit einer Overlocknaht oder mit einer Zwillingsnadel (Hobbybereich) abgesteppt. Diese Art von Naht steppt den Saum fest und versäubert gleichzeitig die Schnittkante auf der linken Stoffseite. Von der rechten Seite aus sind zwei parallele Nähte zu sehen. Diese Art der Saumverarbeitung erzeugt einen elastischen Stich und eignet sich daher besonders für Jersey und andere elastische Ware.

### Rollsaum
Ein Rollsaum ist ein schmaler, zierlicher Saum, der sich vor allem für dünne, feine Stoffe eignet (z. B. Batist oder Chiffon). Dabei wird die Saumkante leicht eingerollt, so dass die Schnittkante im Inneren verschwindet, und dann mit Stichen befestigt. Der Rollsaum kann mit der Hand, mit der Nähmaschine oder mit der Overlockmaschine ausgeführt werden, wobei das Ergebnis jedes Mal etwas anders aussieht. Ein mit der Hand sauber ausgeführter Rollsaum ist beinahe unsichtbar, wohingegen ein Rollsaum von der Overlockmaschine die Saumkante vollständig mit Stichen ummantelt. An der Nähmaschine kann man einen Rollsaum mit einem speziellen Nähfuß, einem sehr schmalen Einschlag-Umschlag oder mit Zickzack-Stich („Abkurbeln“) arbeiten.

### Saum einfassen
Bei Stoffen, die zum Ausfransen neigen (z. B. lose gewebte Wollstoffe), oder Säumen, die sehr beansprucht werden, können die Schnittkanten eingefasst werden, beispielsweise mit Schrägband, mit Tresse oder mit (kontrastfarbigen) Blenden.

### Unsichtbarer Saum
Ein Saum mit nicht oder kaum sichtbarer Naht kann mithilfe des Blindstichs erzeugt werden. Dies wird auch „hohlsäumen“ oder „hohl annähen“ genannt. Der Blindsaum wird meist bei Stücken angewendet, die von Hand gewaschen werden, da er nicht so stabil wie ein umgeschlagener Saum ist.

## Umbug

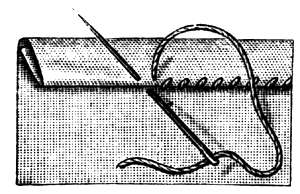
Doppelt eingeschlagener Saum mit Umbug

Das nach innen doppelt eingeschlagene Stück des Saumeinschlags bezeichnet man als Umbug. Er schützt die Schnittkante.

### Umbug in der Kürschnerei
In der Kürschnerei meint das Wort Umbug den Saum. Bei den meisten Pelzbekleidungsstücken ist das der Einschlag an den vorderen Kanten, der unteren Kante und den Ärmelkanten. Im Gegensatz zu den Textilien wird der Saum beim Pelz ausnahmslos nur einmal umgeschlagen (umgebugt), ohne weiteren Einschlag. Beim klassischen Pelzteil wird die Saumkante mit festen Stichen verschiedener Sticharten (Umbugstich oder Anschlagstich) befestigt, die nicht auf die Haarseite durchgestochen werden dürfen. Diese Naht wird meist durch das Innenfutter abgedeckt. Breitere Säume, insbesondere der Innenbeleg der Vorderkanten, werden zusätzlich mit einem Anschlagstich befestigt, um einen guten Sitz der Belege zu garantieren. Um ein Ausdehnen beim Gebrauch zu verhindern, wird auf die Bruchkanten zuvor ein Bändelband aufgeklebt oder geheftet (bändeln). Meist wird außerdem eine füllende Einlage zwischengeheftet, bei flachem oder schütterem Material als Rolle, die das Brechen des Haarvlieses mit Sichtbarwerden der Lederoberfläche verringert. Fellkanten mit dunklem Haar und hellem Leder werden vorab mit einer spirituslöslichen Anilinfarbe von der Lederseite her dunkel durchgefärbt (blenden), um ein Durchscheinen des Leders zu verhindern.
Bei veloutierter oder nappierter Pelzbekleidung wird nach dem Bändeln die Saumkante abgesteppt, entweder den Fellumbug auf der Lederaußenseite oder nach innen eingeschlagen (nachdem in der Regel zuvor die Haare darunter abgeschoren wurden).
Bei handwerklicher, nicht industrieller Verarbeitung werden Manschetten, Taschenklappen und -leisten, Gürtelteile und Riegel an der Bruchkante der Fellkanten oder Textilien umgebrochen und mit Umbugstichen befestigt.